# Hydrogenophaga laconesensis
Hydrogenophaga laconesensis es una bacteria gramnegativa del género Hydrogenophaga. Fue descrita en el año 2017. Su etimología hace referencia al acrónimo LaCONES, del Laboratorio para la Conservación de Especies Amenazadas. Es aerobia y móvil por flagelo polar. Catalasa y oxidasa positivas. Temperatura de crecimiento entre 15-42 °C, óptima de 25-28 °C. Se ha aislado de una muestra de agua de Boduppal, en India. 